# POP PLUS
POP PLUS je prvi slovenski naročniški S-VOD (video na zahtevo) podjetja Pro Plus, ki je bil na voljo od 3. oktobra 2010.
Na voljo so bile video vsebine Pro Plusa, na popplus.si in preko največjih slovenskih operaterjev. Leta 2011 je bil ukinjen zaradi uvedbe Voyo.si.